# 誘発需要

供給曲線がS1からS2にシフトすると、均衡価格はP1からP2に低下し、需要量はQ1からQ2に増加する。

経済学において、誘発需要（潜在需要および創出需要と関連）とは、供給の増加が価格の低下と消費の増加をもたらす現象をさす。言い換えれば、財やサービスがより容易に入手でき、大量生産されると、価格は低下し、消費者がそれを購入する可能性が高まり、需要量が増加することを意味するし、需要と供給経済モデルと整合している。
交通計画において、誘発需要（「誘発交通」または道路容量の消費とも呼ばれる）は、交通システムの拡張をめぐる議論において重要視されており、渋滞対策として道路交通容量を増やすことに対する反論にしばしば用いられる。誘発交通は都市のスプロール現象の一因となっている恐れがある。都市計画家の ジェフ・スペックは、誘発需要を「都市計画における巨大な知的ブラックホールであり、思慮深い人なら誰もが認めるように見えるものの、実際に行動に移そうとする人はほとんどいない唯一の専門的確信」と呼んでいる。
需要の減少として知られる逆効果も観測されている。

## 経済
「誘発需要」をはじめとする用語は、1999年にリー、クライン、カミュによって発表された論文において経済学的に定義された。この論文では、「誘発交通」は短期需要曲線に沿った移動による交通量の変化と定義され、道路の運転速度が速くなったことで既存の居住者による新たな移動が含まれる。同様に、「誘発需要」は長期需要曲線に沿った移動による交通量の変化と定義され、道路幅の拡大を利用して引っ越してきた新規居住者によるすべての移動が含まれる。

## 交通システムにおいて

### 定義
According to CityLab:

誘発需要とは、様々な効果によって、新設道路が急速に満杯になる現象を指す包括的な用語である。急成長を遂げている地域では、道路が現在の人口規模に合わせて設計されていないため、新たな道路容量に対する潜在的な需要がある可能性があり、新車線が開通するとすぐに多くのドライバーが高速道路に乗り込み、再び渋滞を引き起こす。
これらの人々は既に近隣に住んでいたと推定される。拡張前はどのように移動していたのか、別の交通手段を利用していたか、オフピーク時に移動していたか、あるいはそもそも移動していなかった可能性がある。だからこそ、潜在需要と創出需要（新たな輸送力で生じる新たな交通量）を切り離すのは難しい。（一部の研究者は、創出需要を誘発需要の唯一の影響として切り離そうとしている。）
しばしば互換的に使用されるこの2つの用語の技術的な違いは、潜在需要とは制約のために実現できない交通需要、つまり「ペントアップ（繰り延べ）」であるということだ。一方、誘発需要とは、交通インフラの改善によって実現・「創出」された需要である。つまり、誘発需要は、潜在需要として「ペントアップ」されていた交通量を生み出す。

### 歴史
潜在需要は道路交通の専門家によって数十年前から認識されており、当初は「交通創出」と呼ばれていた。簡単に言えば、潜在需要とは、実際には存在するものの、様々な理由（主に人間の心理に関係する）により、システムが対応できないことで抑制されている需要である。ネットワークに新たな容量が追加されると、潜在していた需要が実際の利用として顕在化する。

この効果は1930年にすでに認識されていた。当時、ミズーリ州セントルイスの電気鉄道会社の幹部は交通調査委員会に対し、道路を拡張すると交通量が増え、渋滞が悪化するだけだと発言していた。 ニューヨークでは、ニューヨーク市地域の「建築の巨匠」ロバート・モーゼスによる高速道路建設計画にそれが明確に表れていた。モーゼスの伝記作家ロバート・カロは著書『パワー・ブローカー』の中でこう記している。
アメリカ合衆国が第二次世界大戦に参戦する] 前の 2、3 年の間に、少数の都市計画担当者は、バランスの取れた 交通 システムがなければ、道路は交通渋滞を緩和するどころか、悪化させることになると理解し始めていた。モーゼスがトライボロー橋を開通させてクイーンズボロー橋の渋滞を緩和し、ブロンクス・ホワイトストーン橋を開通させてトライボロー橋の渋滞を緩和し、その後 3 つの橋すべての交通量が増加して、3 つすべてが以前と同じように混雑するのを見て、都市計画担当者は「交通発生」がもはや理論ではなく、実証済みの事実であるという結論を避けることはほとんどできなかった。渋滞を緩和するために高速道路を建設するほど、多くの自動車がそこに流れ込み、渋滞を引き起こし、さらに高速道路の建設を余儀なくされ、それが交通量を生み出し、高速道路が渋滞するという、拡大し続ける悪循環に陥り、ニューヨークおよびすべての都市部の将来に広範な影響を及ぼすことになった。
同じ効果は、モーゼスが1930年代と40年代にロングアイランドに建設した新しい公園道路でも見られた。
...新しいパークウェイが建設されるたびに、すぐに交通渋滞が発生したが、古いパークウェイの負荷は大幅に軽減されなかった。
同様に、ブルックリン・バッテリートンネルの建設は、モーゼスが期待したようにはクイーンズ・ミッドタウントンネルとイースト川の3つの橋の渋滞を緩和させることはできなかった。1942年までに、モーゼスは、彼が建設した道路が期待したように渋滞を緩和していない現実を無視できなくなったが、彼の解決策は大量輸送機関への投資ではなく、さらに多くの道路を建設することだった。これは、スロッグスネック橋やべラツァーノナローズ橋などの追加の橋を含め、200マイル（300km）の道路を拡張または新設する大規模なプログラムだった.。1924年から1964年までイギリスの道路交通技師で郡測量士を務めた J.J.リーミングは、1969年の著書「道路事故：防止か処罰か？」でこの現象について述べている。
高速道路やバイパスは、余分な交通量を生じる。その理由は、便利な新道ができると、新たな人々が移動しだす、便利な新道への迂回で町中の通過交通がなくなると、買い物や訪問が便利になり町の人々の余分な交通量が生じる。
J.J.リーミングは、1961年にA1 (イギリスの道路)のドンカスターバイパス区間が開通した後に観察された効果の例を挙げた。1998年には、ドナルド・チェンが英国運輸大臣の「事実、道路を増やすだけでは交通問題を解決できない」という発言を引用した。南カリフォルニアでは、1989年に南カリフォルニア政府協会が行った調査で、車線追加や高速道路の二層化といった交通渋滞緩和策は、問題に表面的な効果しかもたらさないと結論付けられた。また、カリフォルニア大学バークレー校は、1973年から1990年にかけてカリフォルニア州30郡の交通状況に関する調査を発表し、道路容量が10%増加するごとに、4年以内に交通量が9%増加したことを示した。2004年に行われた、数十件の先行研究を統合したメタ分析によって裏付けられ、以下のことが明らかになった。

...平均して、車線マイルが10パーセント増加すると、走行車両マイルは即座に4パーセント増加し、数年後には新しい容量全体の10パーセントに達する。
交通技術者の間では、「交通渋滞を解消するために容量を増やすのは、ベルトを緩めて肥満を解消しようとするようなものだ」という格言がある。
都市計画家のジェフ・スペックによると、誘発需要に関する「独創的な」文献は、1993年にスタンレー・I・ハートとアルビン・L・スピヴァックが書いた『寝室の象：自動車への依存と否定』だという。

### 道路移動の費用
道路での移動には、関連する費用または価格（一般化費用 g）が存在すると考えられ、自己負担費用燃料費やロードプライシングなど） と、移動時間の機会費用（通常は移動時間と旅行者の時間価値の積として計算される）が含まれる。これらの費用決定要因は頻繁に変化し、いずれも交通需要に様々な影響を与える。需要は、移動の理由や方法に依存する傾向がある。

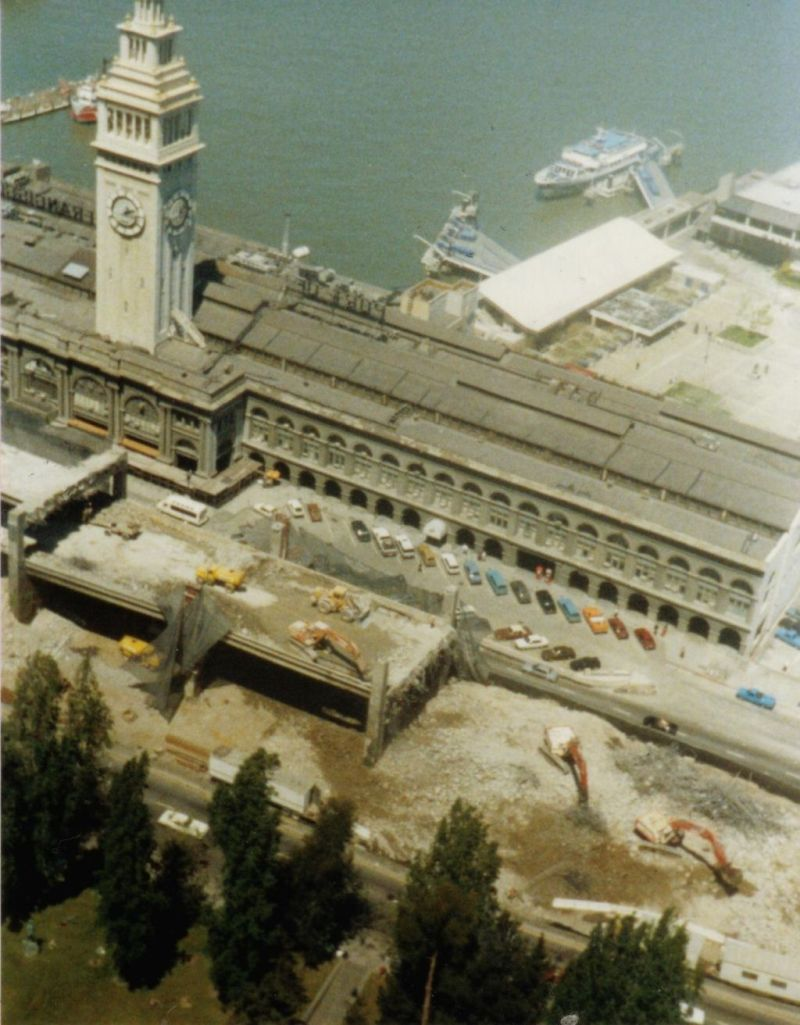
1991 年に取り壊されるサンフランシスコのエンバカデロ・フリーウェイの一部。フリーウェイの撤去は、誘発需要の逆である「需要の減少」を示している。

道路容量が増加すると、当初は車両1台あたりの道路スペースが以前よりも広くなるため、渋滞が緩和され、移動時間が短縮、あらゆる移動にかかる一般化コストが削減される（前段落で述べた2番目の「コスト」に影響を与える）。これが新たな道路容量（移動時間の短縮）を建設する主な理由の一つである。
移動コスト（価格）の変化は、消費量の変化につながる。ガソリン価格や燃料費などの要因は、輸送需要量に影響を与える最も一般的な変数であり 、需要と供給の理論に示されている。

#### 輸送需要の弾力性
経済学の概念である弾力性は、需要量の変化を、価格など他の変数との相対的な変化を測定するものである。 道路や高速道路の場合、供給量は容量に関連し、消費量は輸送量の単位に関連する。消費量の増加の大きさは、需要の価格弾力性に依存する。
交通需要の弾力性は、移動を選択する最初の理由によって異なる。非弾力的な需要の明確な例は通勤である。研究によると、ガソリン価格などの変動要因に関わらず、収入を得るために必須な活動なためほとんどの人が通勤する傾向がある。これは、高い経済的利益、つまり収入(金銭的利益)をもたらす活動は非弾力的であることを示している。対照的に、娯楽目的や社会的な目的の旅行は価格上昇に対する許容度が低いため、価格が急騰すると旅行の需要は急減する。
交通研究のレビューによると、交通需要の移動時間に対する弾力性は、短期的には約-0.5、長期的には-1.0であることが示唆されている。これは、移動時間が1.0%短縮されると、初年度は交通量が0.5%増加し、長期的には移動時間が1.0%短縮されると、交通量が1.0%増加することになる。

### 誘導交通需要の源
短期的には、新たな道路空間における交通量の増加は、迂回交通と誘発交通のいずれかによって生じる。迂回交通とは、別の道路からの迂回（ルート変更）を指す。また、ピーク時の混雑を避けるために移動時刻をずらしていたが、道路容量が拡大されれば、混雑は緩和され、好みの時間帯に移動するようになる。
誘発交通は、新たな自動車による移動を指す。公共交通機関ではなく自動車移動を選択したり、新たに移動を始めた場合に発生する。
移動時間の短縮は、移動コストの低下により、長距離の移動を促す可能性がある。移動回数の増加にはつながらないかもしれないが、自動車の走行距離を伸ばす。長期的には、土地利用が変わり、道路容量の拡張により遠くの住居や職場を選ぶようになる。こうした開発は道路拡張の長期的な需要弾力性を高める要因となる。

### 誘発交通と輸送計画
新しい道路を計画する際に将来の交通量の増加を考慮に入れるが (交通量の増加は多くの道路容量を必要とするため、新しい道路を建設する正当な理由であると思われることが多い)、交通量の増加は自動車の所有数と経済活動の増加から計算され、新しい道路によって誘発される交通量は考慮されない。つまり、道路が建設されるかどうかに関係なく、交通量は増加すると想定されている。
英国では、1970年代、1980年代、そして1990年代初頭にかけて、誘発交通という概念が政府の道路建設政策に対する抗議の根拠として使われ、1994年に政府独自の幹線道路評価に関する常設諮問委員会（SACTRA）の調査により、政府に当然のこととして受け入れられるようになった。しかし、誘発交通という概念が現在受け入れられているにもかかわらず、計画時に必ずしも考慮されているわけではない。

### 研究

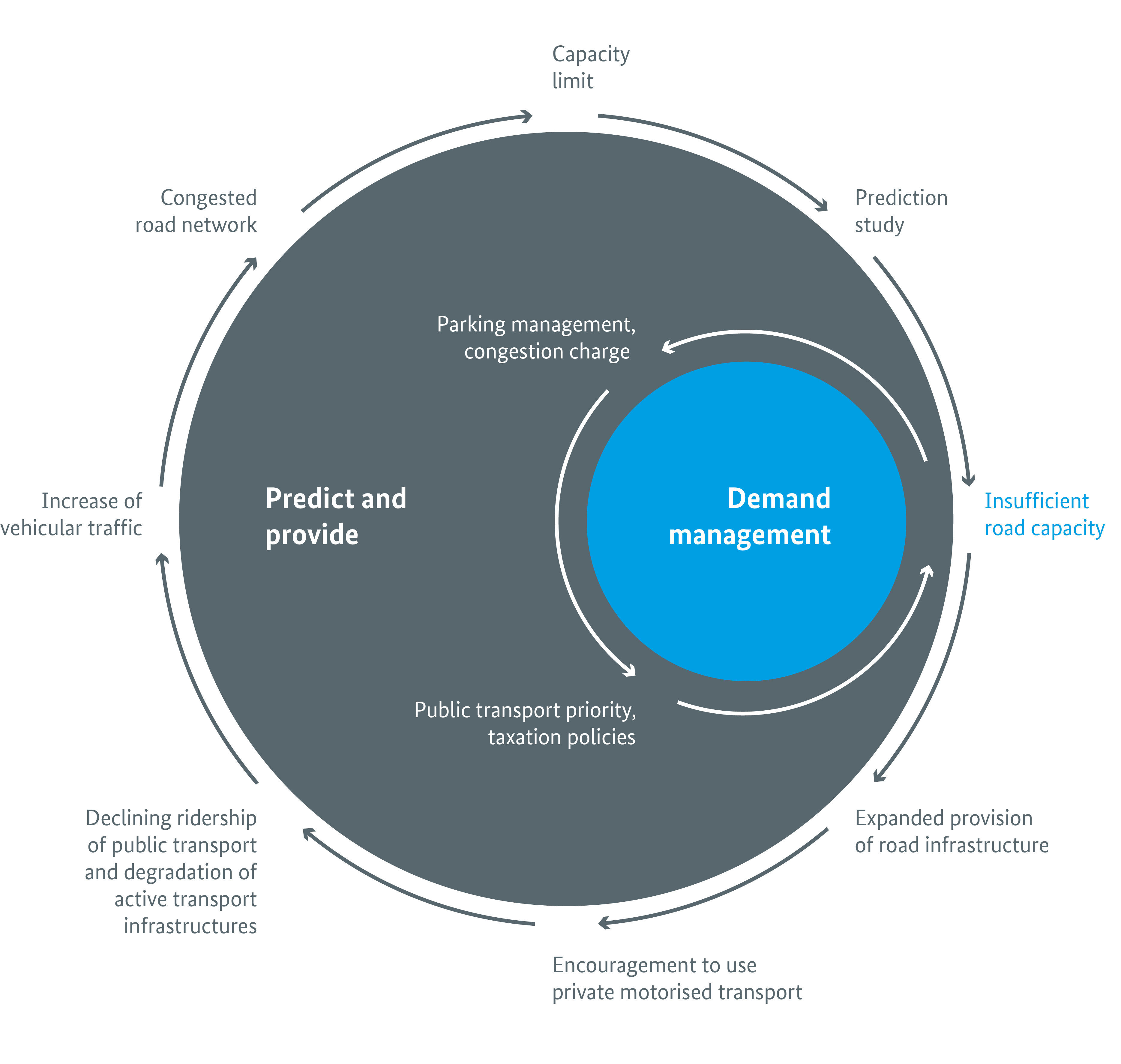
予測と提供の悪循環

1998年に地上交通政策プロジェクト(Surface Transportation Policy Project)が同研究所のデータを使用して行ったメタ分析では、「道路容量の拡大に多額の投資をした大都市圏は、投資をしなかった大都市圏と比べて渋滞緩和の成果は上がらなかった」と述べられている。
一方、テキサスA&M交通研究所による1982年から2011年までの渋滞データの比較では、道路増設による渋滞増加率の減少が示唆された。道路容量の増加が需要の増加と一致すると、渋滞の増加率は低下することがわかった。
カリフォルニア大学バークレー校の都市・地域計画教授であるロバート・セルベロの研究では、「高速道路拡張後6～8年間で、増加した容量の約20%が『維持』され、約80%が吸収または減少され、その半分は人口増加や所得増加といった外的要因による。残りの半分は、主に速度向上による誘発需要効果によるが、建設活動の増加も含まれる。これらは1980年から1994年までのカリフォルニア州の事例であり、他の地域でも当てはまるかどうかは当然不明である」と結論づけられている。
モクタリアンら（2002）は、1970年代初頭に交通容量が改善されたカリフォルニア州の高速道路18区間と、施設の種類、地域、おおよその規模、初期の交通量および混雑レベルが改善区間と一致する対照区間を比較した。1976年から1996年までの21年間の日平均交通量（ADT）と対容量時間交通量設計（DTC）の年間データを用いたところ、両区間の成長率は「統計的にも実質的にも区別がつかず、交通容量の拡大が交通量の増加に及ぼす影響は無視できるほど小さい」ことが判明した。

### 政策的含意
誘発需要（交通需要）を理論的に評価する場合、シナリオと実際の交通量を比較する。現実世界では、政策立案者は、新しいインフラのメリットと、環境、公衆衛生、そして社会的公平性への潜在的な悪影響を考慮する必要がある。
近年、炭素排出量は政策立案者の主な懸念事項となっており、インフラ計画においても引き続き考慮され続けている。一例がヒースロー空港の拡張計画で、滑走路追加によって英国内の経済成長が促進され、直行便の便数と便数の両方が増加すると期待されている。これらの拡張計画は気候への懸念を引き起こし、環境面での実現可能性に関する調査が促された。政府の推計では、年間 2 億 1,080 万トンの CO2 が排出され、約 700 軒の家屋、教会 1 棟、指定建造物 8 棟を取り壊す必要がある。 2020 年、控訴裁判所は、大臣らが政府の気候変動への取り組みを考慮に入れていないとして、拡張計画は違法との判決を下した。
負の外部効果とは対照的に、コロンビアのボゴタ市は、自転車インフラへの投資により交通需要の誘発管理の成功例として知られている。市内初の自転車道は1974年に開通し、1990年代後半には大規模な投資が行われ、300キロメートルを超える自転車レーンと専用自転車道が整備された。この整備は、自転車利用を促し、交通渋滞の緩和に寄与したとされている。交通量の減少は、排出量の削減、大気質の改善、そして住民の健康的なライフスタイルの実現に直接つながりる。さらに、市は自転車シェアリング、自転車に優しい道路、そして自転車を健康的で持続可能な交通手段として促進する教育キャンペーンなどの追加政策を実施している。

### 批判
誘発需要論に対する批判者は、前提は概ね受け入れるものの、解釈には異論を唱える。都市交通研究センター(Center for Urban Transportation Research)元所長で、米国運輸省元上級顧問のスティーブン・ポルジン(Steven Polzin)は、誘発需要の大半は実際には良いものであり、交通動向の変化により過去のデータを現在の状況に当てはめることはできないと主張している。 具体的には、次のように主張している。
1. 誘発需要の一つは、単純に人口増加に対応することある。これは良いことだ。
2. もう一つは、交通が近隣地域から新しく拡張された高速道路へと移行することだ。これは非常に良いことだ。
3. もう一つは、移動のタイミングを希望のタイミングに調整することで、ビジネス効率と生活の質が向上することだ。どちらも良いことだ。
4. もう一つは、交通手段が自動車以外の交通から自動車へのシフトだ。ポルジンは、これが良いことだと主張してはおらず、（米国の文脈では）自動車以外の交通手段は全体のごく一部であり、もはや意味のある需要誘発効果を発揮できないため、無関係だと主張している。対照的に、逆方向にシフトするには、人口増加に対応するだけでも、公共交通機関が前例のない成長率で成長する必要がある。
5. もう一つは、以前は行かなかった場所、例えば新たな場所で買い物をしたり、職場から遠く離れた場所に住んだりするなど、新たな移動をすることだ。生活の質の向上であるとも言えるし、過去に誘発需要の主な要因に見えるが、トレンドを無視している。1980年から2015年にかけて、米国の道路容量の増加は人口増加に追いつかなかったにもかかわらず、一人当たりの自動車走行距離は倍増した。これは、容量増加と需要の乖離を示している。しかし、2000年代後半以降、一人当たりの自動車走行距離は停滞しており、在宅勤務やeコマースの普及がさらなる下押し圧力となる可能性が高いと考えられる。つまり、人々は買い物や仕事でも自宅から運転する場合、遠くまで車を走らせることはない。 個人の道路移動が減少する一方で、商業およびサービス目的の移動は増加している。こうした移動は道路容量の影響を受けにくく、代替交通手段への容易な移行も容易ではない。

ポルジンは、道路容量を削減で需要を制限するのではなく、管理車線、有料道路、渋滞料金、コードン料金などの高速道路料金設定による需要制限をすべきだと主張している。公共交通機関を補助できる収入源が生まれるからだ。
同様の主張は、リバタリアンの交通政策アナリストであるランドル・オトゥール、経済学者のウィリアム・L・アンダーソン[2]、交通ジャーナリストでマーケット・アーバニストのディレクターであるスコット・ベイヤー[3]、都市および地域計画の教授であるロバート・セルベロ、WSPやランド・ヨーロッパなどの研究者、その他多数によってもなされている。 

## 映画による需要
映画誘発需要（映画誘発観光とも呼ばれる）は、テレビや映画などのメディアで紹介された観光地への観光客が増加するという、比較的新しい文化観光の一形態だ。これは、プロデューサーやスタジオにロケ地での撮影を積極的に促す観光地と、映画公開後の地域の観光業の成功との間に高い相関関係があることを示唆する複数の回帰分析によって裏付けられている。これは誘発需要理論と整合している。観光地として注目されていなかった地域へのメディア露出という形で供給が増加すると、新規訪問者数が増加する。これは、Travelsat Competitive Indexの調査によって実証されており、2017年だけで約8,000万人の観光客が、主にテレビシリーズや映画で紹介されたことを理由に旅行先を決定し、2015年以降倍増している。

## 需要の減少（逆効果）

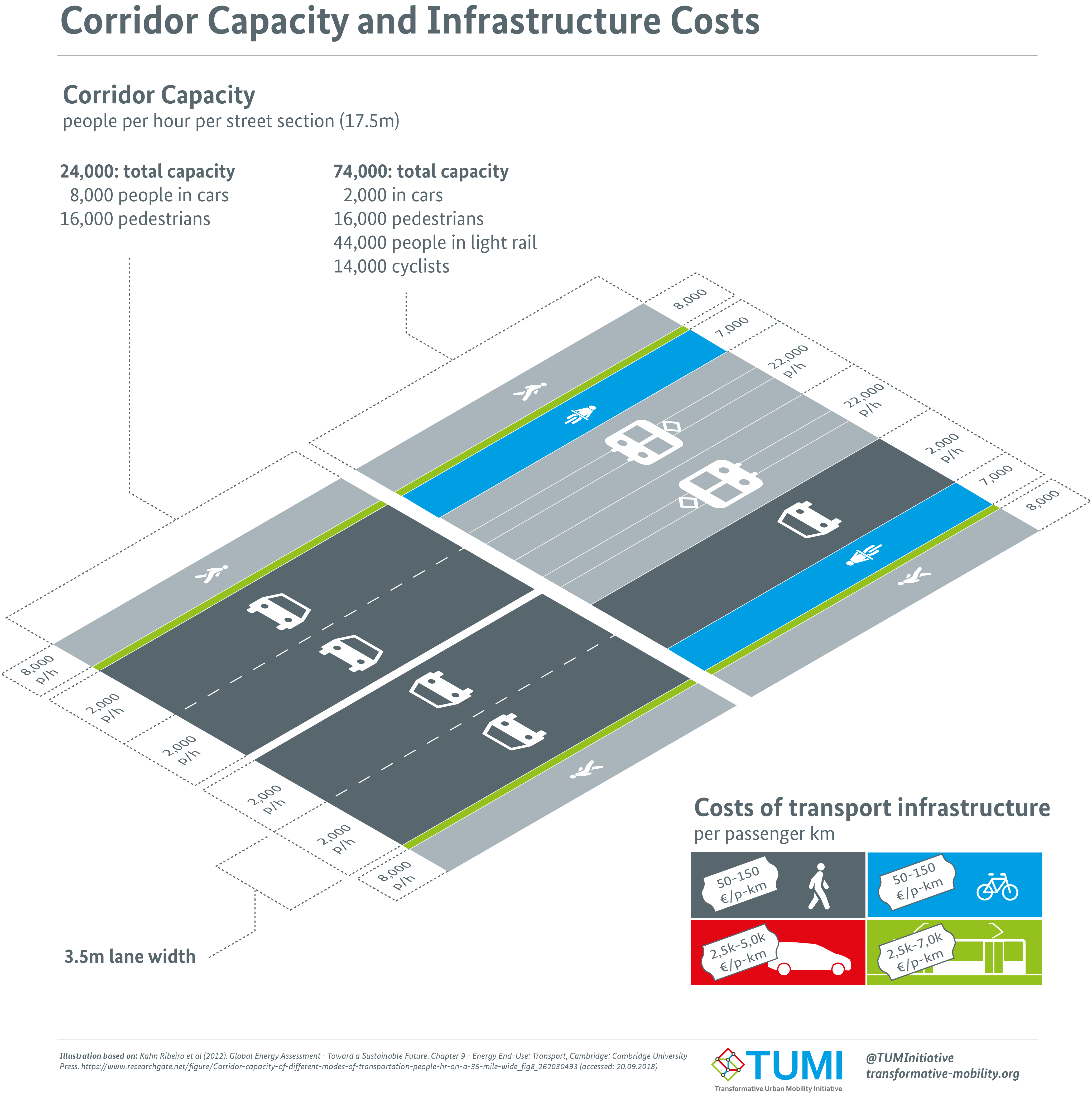

道路の容量を増やすと移動コストが下がり需要が増加するのと同様に、その逆も観察されている。道路の容量が減ると移動コストが上昇し、需要が減る。多くの経験的証拠があり、交通消失、交通蒸発、交通抑制、または、需要の抑止と呼ばれ、道路の閉鎖または容量の削減（使用可能な車線数の削減など）は、移動者の行動を変える。たとえば、人々は地元のお店を利用する移動をやめたり、複数の移動を1つにまとめたり、混雑の少ない時間帯に移動時間を変更したり、送料無料のオンラインショッピングを利用したり、公共交通機関、相乗り、徒歩、自転車、または道路の渋滞の影響を受けにくいオートバイなどの小型自動車に切り替えたりするが、移動の価値や経験するスケジュールの遅延によって異なる。

### 研究
1994年、英国の諮問委員会であるSACTRAは、幹線道路と高速道路のみの道路容量増加の影響に関する大規模な調査を実施し、往々にして交通量の大幅な増加につながるという証拠があると報告した。これに続き、ロンドン交通局と環境・運輸・地域省は、逆の現象である道路容量の減少と交通量減少の調査を委託した。サリー・ケアンズ、カルメン・ハス＝クラウ、フィル・グッドウィンによって実施され、北村龍一、山本敏之、藤井聡による付録が添えられ、1998年に書籍が出版された。3つ目の調査は、サリー・ケアンズ、スティーブ・アトキンス、フィル・グッドウィンによって実施され、2002年にMunicipal Engineer誌に掲載された。
1998年の研究では約150のエビデンスを参照したが、中で最も重要なのは英国、ドイツ、オーストリア、スイス、イタリア、オランダ、スウェーデン、ノルウェー、米国、カナダ、タスマニア、日本の約60の事例研究で、歩行者空間を交通規制する主要な町の中心部の交通計画、バス優先措置（特にバスレーン）、橋や道路のメンテナンス閉鎖、自然災害（主に地震）による閉鎖が含まれていた。2002年の研究では、自転車レーンを含むものなど、いくつかの追加の事例研究が追加された。北村と彼の同僚による付録では、日本の阪神・淡路大震災の影響に関する詳細な研究が報告された。
結果全体を見ると、容量が減少した道路の交通量は平均で41%減少し、うち半分弱が代替ルートで再び増加していることが検知された。平均して約25%の交通量が消失したことになる。調査と交通量の計測を分析したところ、他の交通手段への変更、他の目的地への変更、移動頻度の減少、カーシェアリングなど、15～20種類の行動によるものと考えられた。これらの平均的な結果には大きなばらつきがあり、最も大きな影響はドイツの町の中心部での大規模な歩行者天国で見られ、最も小さい影響は、代替ルートが整備された小規模な一時的な閉鎖と、混雑していない道路での容量のわずかな減少で見られた。いくつかのケースでは、実際に交通量が増加しており、特に新しいバイパスを開通すると同時に町の中心部の道路を閉鎖した町で顕著であった。
ケアンズらは次のように結論付けた。
...この調査結果は、元の研究を裏付けるものであり、一般交通から道路空間を再配分する適切に設計・実施された計画は、渋滞や他の問題を増大させずに、歩行者、自転車利用者、公共交通機関利用者の状況を改善する可能性がある。
欧州連合はマニュアル「人々のために街路を取り戻す」を作成し、都市部の交通蒸発に関するケーススタディと方法論を紹介している。

### 実世界の例
需要減少効果の初期の例は、ジェーン・ジェイコブズが1961年に著した名著『アメリカ大都市の死と生』で描写されている。ジェイコブズらは、ニューヨーク市に対し、グリニッチ・ヴィレッジのワシントン・スクエア公園を二分する道路を閉鎖するよう説得し、また、閉鎖によって増加すると予想される周辺道路の拡張も行わないよう求めた。市の交通技術者は、大混乱が生じると予想していたが、実際には、ドライバーはその地域を完全に避け、交通量の増加は見られなかった。
需要減少の有名な事例は、カリフォルニア州サンフランシスコとニューヨーク市マンハッタンの2つが挙げられる。それぞれ、エンバカデロ・フリーウェイと高架ウェストサイド・ハイウェイの下部が一部崩落した後、撤去された際、地域道路に過負荷をかけると懸念されたが、交通量はほとんど完全に消滅した。ニューヨーク州運輸局の調査によると、ウェストサイド・ハイウェイを利用していた交通量の93%は減少ではなく、消滅した。

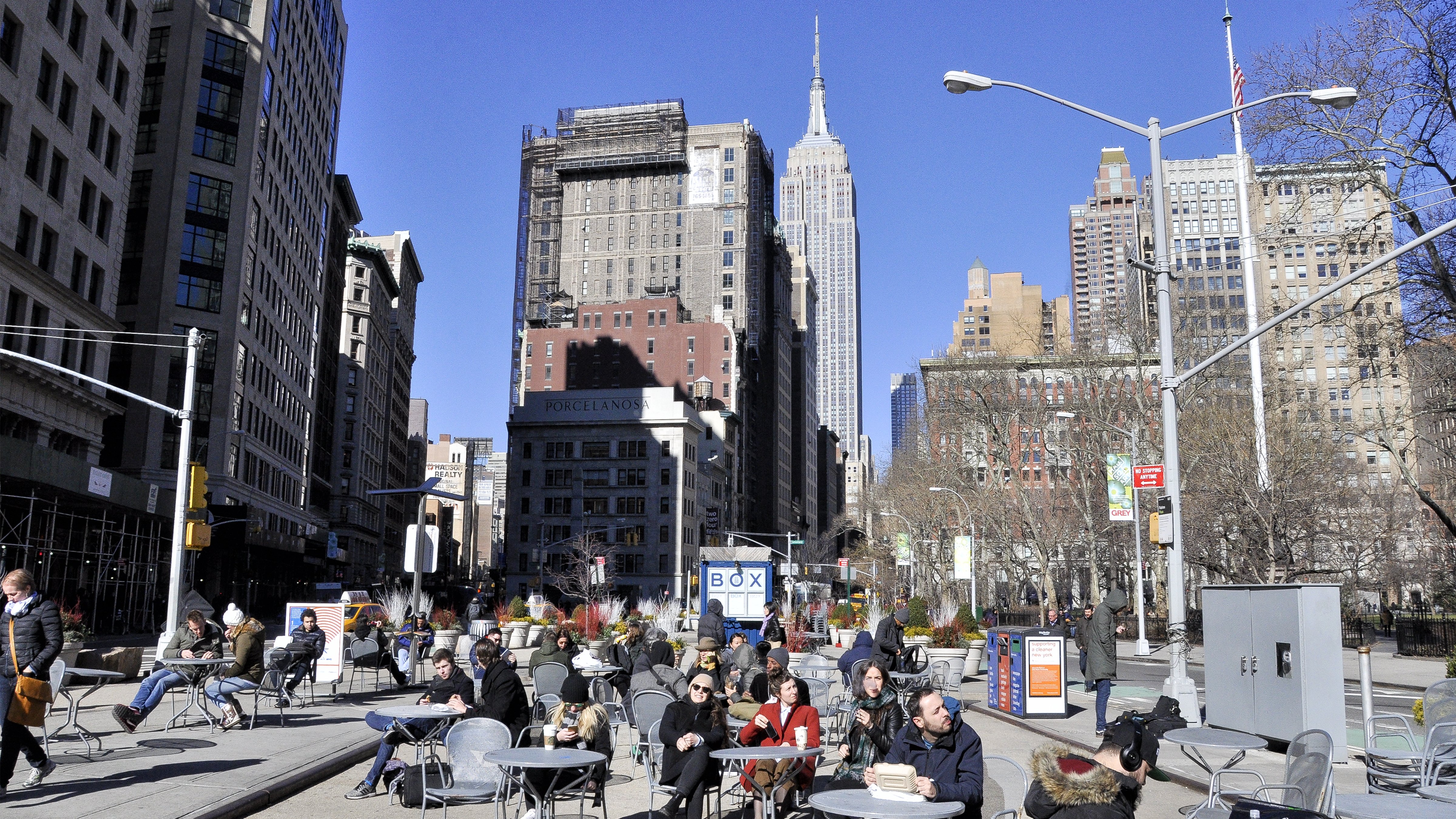
マディソン スクエアのブロードウェイにある歩行者広場。背景にはエンパイア・ステート・ビルが見える。ブロードウェイは1 車線に縮小されている (右側)

続いて、オレゴン州ポートランドのハーバードライブの一部、ウィスコンシン州ミルウォーキーのパークイーストフリーウェイ、サンフランシスコのセントラルフリーウェイ、韓国ソウルの清渓川フリーウェイなど、他の高速道路も取り壊され、同様の効果が観察された。
また、イタリアのフィレンツェ中心部の例のように、以前は車両通行可能だった道路を歩行者空間に転換し、環境と渋滞にプラスの影響を与えるという議論もある。ニューヨーク市では、マンハッタンで渋滞課金を行うマイケル・ブルームバーグ市長の計画がニューヨーク州議会で否決された後、タイムズスクエア、ヘラルド・スクエア、マディソン・スクエアのブロードウェイの一部が歩行者広場に転換され、他のエリアの車線が廃止されて自転車専用レーンが設置され、直通道路としての利便性が低下し、ブロードウェイの交通量が減り、エリアの交通速度が低下した。もう1つの対策は、マンハッタンの南北アベニューの一部で直通レーンを左折専用レーンと自転車専用レーンに置き換え、交通容量を削減した。ブルームバーグ政権は、州議会の承認を必要とせず、これらの変更ができた。
商店街からすべての自動車交通を排除する歩行者専用モールは、マンハッタンのブロードウェイ歩行者広場は成功したが、1970年代以降に米国で作られた約200の歩行者専用モールのうち、2012年の時点で残っているのは約30にすぎず、多くは、アクセシビリティの欠如により商業用不動産価値が低下し、貧しい地域になった。十分な人口密度または歩行者交通量のある地域は、成功する可能性が高い。カリフォルニア州サンタモニカのサードストリートプロムナードやコロラド州デンバーの16番街などは、商店街の歩行者専用モール転換が成功する可能性を示している。失敗した歩行者専用モールの中には、限られた自動車交通を復活で改善したものもある。 歩行者空間はヨーロッパの都市や町で一般的だ。 

## こちらも見る
- 持続可能性
- 持続可能な輸送
- 持続可能な交通
- 地域交通計画（英語版）
- 交通計画
- 公共交通
- バローのパラドックス（英語版）
- 持続可能な都市（交通に関するセクションを含む）
- 参加型計画（英語版）
- 完全な道路（英語版）
- 自転車フレンドリー（英語版）
- ウォーカビリティ
- 道路交通安全（英語版）
- ダウンズ・トムソンのパラドックス
- 自動車が社会に与える影響（英語版）
- 外部性
- 快楽順応
- ジェボンズのパラドックス
- 道路美化法（英語版）
- ルイス・モグリッジの立場（英語版）
- マルケッティ定数
- ポジティブフィードバック
- セイの法則
- スケジュールの遅延（英語版）
- 交通流理論
- コモンズの悲劇

## 参照
1. ↑  Schneider, Benjamin (September 6, 2018) "CityLab University: Induced Demand" CityLab
2. ↑  Mann, Adam (2014年6月17日). “What's Up With That: Building Bigger Roads Actually Makes Traffic Worse”. Wired
3. ↑  Speck 2012, p. 80
4. ↑  Steuteville, Robert (2021年3月19日). “Reduced demand is just as important as induced demand”. Congress For The New Urbanism
5. ↑  Lee, Douglass B.; Klein, Lisa A.; Camus, Gregorio (1999). “Induced Traffic and Induced Demand”. Journal of the Transportation Research Board 1659 (1):  68–75. doi:10.3141/1659-09.
6. ↑  Lee. “Induced Traffic and Induced Demand”. National Association of City Transportation Officials. 2022年12月20日閲覧。
7. ↑  Schneider, Benjamin (September 6, 2018) "CityLab University: Induced Demand" CityLab
8. ↑  Clifton, Kelly J.; Moura, Filipe (January 2017). “Conceptual Framework for Understanding Latent Demand: Accounting for Unrealized Activities and Travel”. Transportation Research Record: Journal of the Transportation Research Board 2668 (1):  78–83. doi:10.3141/2668-08.
9. ↑  Cervero, Robert (March 2001). “Induced Demand: An Urban and Metropolitan Perspective”. Working Together to Address Induced Demand: Proceedings of a Forum. Washington, DC: Eno Transportation Foundation (2002発行). pp. 55–73. ISBN 978-0971817548
10. ↑  Vanderbilt, Tom (2008) Traffic: Why We Drive the Way We Do (and What It Says About Us) New York; Knopf. pp.154-156. ISBN 978-0-307-26478-7
11. ↑  Report of the Transportation Survey Commission of the City of St. Louis (1930), p.109, cited in Fogelson, Robert M. (2001) Downtown: Its Rise and Fall, 1880–1950 New Haven, Connecticut: Yale University Press. p.66. ISBN 0-300-09062-5
12. ↑  Caro 1974, p. 897
13. ↑  Caro 1974, p. 515
14. ↑  Caro 1974, p. 911
15. ↑  Caro 1974, pp. 96–97
16. ↑  Duany, Plater-Zyberk & Speck 2000, p. 88
17. ↑  Leeming, J. J. (1969). Road Accidents: Prevent or Punish?. Cassell. ISBN 0304932132
18. 1 2  Chen, Donald D. T. (March 1998) "If You Build It, They Will Come ... Why We Can't Build Ourselves Out of Congestion" Surface Transportation Policy Project Progress; quoted in Duany, Plater-Zyberk & Speck 2000, p. 89
19. ↑  Duany, Plater-Zyberk & Speck 2000, p. 88
20. ↑  Salzman, Randy (December 19, 2010) "Build More Highways, Get More Traffic" The Daily Progress, quoted in Speck 2012, p. 82
21. ↑  Duany, Plater-Zyberk & Speck 2000, p. 89
22. ↑  Speck 2012, p. 80
23. 1 2  Rodrigue, Jean-Paul (2020). The Geography of Transport Systems. New York: Routledge
24. ↑  Rodrigue, Jean-Paul (2020). The Geography of Transport Systems. New York: Routledge
25. ↑  Hayes, Adam (2021年8月1日). “Elasticity”. Investopedia
26. ↑  Rodrigue, Jean-Paul (2020). The Geography of Transport Systems. New York: Routledge
27. ↑  Rodrigue, Jean-Paul (2020). The Geography of Transport Systems. New York: Routledge
28. ↑  Goodwin, P. B. (1996). “Empirical evidence on induced traffic: A review and synthesis”. Transportation 23:  35–54. doi:10.1007/BF00166218.
29. ↑  Litman, T. L. (2011年). “Generated Traffic and Induced Travel: Implications for Transport Planning”. 2011年1月1日閲覧。
30. ↑  Litman, T. L. (2011年). “Generated Traffic and Induced Travel: Implications for Transport Planning”. 2011年1月1日閲覧。Litman, T. L. (2011). "Generated Traffic and Induced Travel: Implications for Transport Planning" (PDF).
31. ↑  Litman, T. L. (2011年). “Generated Traffic and Induced Travel: Implications for Transport Planning”. 2011年1月1日閲覧。Litman, T. L. (2011). "Generated Traffic and Induced Travel: Implications for Transport Planning" (PDF).
32. ↑  Speck 2012, p. 83
33. ↑  David Schrank (2012年12月). “2012 Urban Mobility Report”.   Texas A&M Transportation Institute. 2013年4月24日時点のオリジナルよりアーカイブ。2013年5月14日閲覧。
34. ↑  Cervero (Spring 2003). “Are Induced-Travel Studies Inducing Bad Investments?”. University of California Transportation Center. 2019年1月30日時点のオリジナルよりアーカイブ。2017年4月5日閲覧。
35. ↑  “Revisiting the notion of induced traffic through a matched-pairs study”. Transportation 29 (2):  193–220. (2002). doi:10.1023/A:1014221024304.
36. ↑  “Britain's Transport Infrastructure. Adding Capacity at Heathrow: Decisions Following Consultation”. bbc.co.uk (2009年1月). 2023年5月29日閲覧。
37. ↑  “UK Government Web Archive”. webarchive.nationalarchives.gov.uk. 2023年4月24日閲覧。
38. ↑  “Village faces being wiped off map” (英語). (2006年2月21日) 2023年4月24日閲覧。
39. ↑  Carrington, Damian (2020年2月27日). “Heathrow third runway ruled illegal over climate change” (英語). The Guardian. ISSN 0261-3077 2023年4月24日閲覧。
40. ↑  City (2019年3月13日). “The Beginning of Open Streets: Bogotá, Colombia Changes the Game” (英語). Livable City. 2023年4月24日閲覧。
41. ↑  Emblin (2022年9月30日). “Bogotá joins world cities with bike-sharing mobility” (英語). The City Paper Bogotá. 2023年4月24日閲覧。
42. ↑  Polzin (2022年12月22日). “Examining the induced demand arguments used to discourage freeway expansion” (英語). Reason. 2023年9月29日閲覧。
43. ↑  Polzin (2022年1月25日). “Examining the causes of induced demand and the future of highway expansion” (英語). Reason. 2023年9月29日閲覧。
44. ↑  O'Toole (2014年6月18日). “Debunking the Induced-Demand Myth” (英語). Cato Institute. 2023年11月18日閲覧。
45. ↑  Anderson (2023年5月4日). “'Induced demand' a poor excuse not to build highways”. Pacific Research Institute. 2011年1月1日閲覧。
46. ↑  Beyer (2018年8月18日). “Is Induced Demand A Phony Theory?”. Market Urbanist. 2023年11月18日閲覧。
47. ↑  Cervero (Spring 2003). “Are Induced-Travel Studies Inducing Bad Investments?”. Access. 2023年11月18日閲覧。
48. ↑  “Department for Transport: Latest Evidence On Travel Demand: An Evidence Review” (2018年5月). 2023年11月18日閲覧。
49. ↑  “Film tourism and destination marketing: The case of Captain Corelli's Mandolin”. Journal of Travel Research. (1 May 2006). doi:10.1177/0047287506286720.
50. ↑  Vanderbilt, Tom (2008) Traffic: Why We Drive the Way We Do (and What It Says About Us) New York; Knopf. pp.154-156. ISBN 978-0-307-26478-7
51. ↑  Wood, Derek & Standing Advisory Committee on Trunk Road Assessment (1994). Trunk Roads and the Generation of Traffic. London: HMSO. p. 242. ISBN 0-11-551613-1
52. 1 2  Cairns, Sally; Hass-Klau, Carmen & Goodwin, Phil (1998). Traffic Impact of Highway Capacity Reductions: Assessment of the Evidence. London: Landor Publishing. p. 261. ISBN 1-899650-10-5
53. 1 2  Cairns, Sally; Atkins, Stephen; Goodwin, Phil (2002). “Disappearing traffic? The story so far”. Proceedings of the Institution of Civil Engineers - Municipal Engineer 151 (1):  13–22. doi:10.1680/muen.2002.151.1.13.
54. ↑  "Reclaiming city streets for people: Chaos or quality of life?" European Commission
55. ↑  Vanderbilt, Tom (2008) Traffic: Why We Drive the Way We Do (and What It Says About Us) New York; Knopf. pp.154-156. ISBN 978-0-307-26478-7ISBN 978-0-307-26478-7
56. ↑  Speck 2012, pp. 94–95
57. ↑  Duany, Plater-Zyberk & Speck 2000, p. 90
58. ↑  Speck 2012, pp. 94–95
59. 1 2  Speck 2012, pp. 97–99

### 引用文献
- Caro, Robert (1974). The Power Broker: Robert Moses and the Fall of New York. New York: Knopf. ISBN 978-0-394-48076-3. OCLC 834874
- Duany, Andres; Plater-Zyberk, Elizabeth; Speck, Jeff (2000). Suburban Nation: The Rise of Sprawl and the Decline of the American Dream. New York: North Point Press. ISBN 0-86547-606-3
- Speck, Jeff (2012). Walkable City: How Downtown Can Save America, One Step at a Time. New York: North Point Press. ISBN 978-0-86547-772-8

## さらに読む
- Hart, Stanley I. and Spivak, Alvin L (1993). The Elephant in the Bedroom: Automobile Dependence and Denial; Impacts on the Economy and Environment. Pasadena, California: New Paradigm Books. ISBN 0932727646ISBN 0932727646.